# Klitikon
Klitikon, auch Klitikum oder Klitik (Plural: Klitika; abstrahiert aus altgriechisch ἐγκλιτικόν enklitikón „sich anlehnendes [Wort]“), ist ein Begriff aus der Sprachwissenschaft und bezeichnet ein unbetontes oder schwach betontes Morphem, das weniger selbständig ist als ein Wort, da es sich an ein benachbartes betontes Wort lautlich anlehnen muss. Beispiele aus dem Deutschen sind:
- „Haste se gesehen?“
- „vorm Haus“[1]

Das Wort, an das sich ein Klitikon anlehnt, heißt meist Basis, sonst auch Stützwort oder Wirt (im Englischen host, also wörtlich „Gastgeber“). Es bildet zusammen mit dem Klitikon eine prosodische Einheit, zumeist ein phonologisches Wort. In diesem Sinne sind Klitika keine freien, unabhängigen Wörter und nehmen eine Sonderstellung zwischen freien Wörtern und Affixen ein. Es wurden eine Reihe von Kriterien vorgeschlagen, durch die sich Klitika von Affixen unterscheiden lassen. So kann Affigierung zum Beispiel Unregelmäßigkeiten in der Formenbildung auslösen, während sich die Basis beim Hinzufügen von Klitika im Allgemeinen nicht verändert.
Man unterscheidet zwischen Proklitika, die sich an das folgende Wort anlehnen, und Enklitika, die sich an das vorangehende Wort anlehnen. Klitika können aber auch inmitten eines Verbs vorkommen, z. B. im Litauischen zwischen Präfix und Wortstamm: užsisakyti (‚bestellen‘, reflexiv). Man spricht dann von Mesoklitika.
Klitika werden weiterhin unterschieden nach der Art der Basis: Sie kann entweder syntaktisch bestimmt oder auf eine morphologische Kategorie beschränkt sein. Klitika, die Wackernagels Gesetz unterliegen, müssen an der zweiten Position im Satz stehen, deren Position und Basis sind demnach syntaktisch determiniert. Pronominale Klitika in den romanischen Sprachen dagegen müssen immer am Verb stehen, deren Position und Basis sind demnach morphologisch determiniert.

## Besonderheiten
- Klitika sind unbetont und benötigen ein bereits bestehendes, vollständiges Wort als Basis. Sie lassen sich weder modifizieren noch durch Konjunktionen verbinden.
- Affixe dagegen verbinden sich mit Wortwurzeln oder Wortstämmen; hieraus gehen vollständige (neue) Wörter oder Flexionsformen hervor,
- Klitika sind deshalb keine Affixe, nehmen aber eine Sonderstellung zwischen diesen und freien Wörtern ein.

## Klitika in verschiedenen Sprachen/Dialekten/Varietäten

### Bairisch
Im Bairischen haben viele Pronomina ein unbetontes Pendant, das meist auf Verben oder Konjunktionen folgt. Es können auch zwei unbetonte Formen nebeneinander stehen. Die folgenden Beispiele beziehen sich auf das Südbairische:
- i gib’n’s (ich gebe es ihm; der Dativ steht vor dem Akkusativ, evtl. auch i gib eam’s)
- hiatzan hauma’n nieder (jetzt hauen wir ihn nieder)
- wånn imi umschau (wenn ich mich umschaue)
- i såg da’s (ich sage dir (e)s)
- „gibt’s“ statt „gibt es“
- „’s gibt“ statt „es gibt“

Manche pronominalen Formen sind grammatikalisiert worden und werden in gewissen Kontexten als Endungen aufgefasst, in folgendem Satz zum Beispiel erscheint das Pronomen mir (wir) gleich dreimal (zweimal unbetont):
- „…, weilmà mir ka Haus håmmà“ (weil wir kein Haus haben)

### Romanische Sprachen
In den romanischen Sprachen gibt es zwei Reihen von Pronomina: die betonten Pronomen und die klitischen Pronomen. Die Verwendung ist grammatikalisiert. So ist es zum Beispiel notwendig, ein vorerwähntes Verbargument klitisch zu markieren, wenn es wieder aufgenommen wird. Stünde stattdessen ein betontes Pronomen, wäre der Satz nicht grammatisch. Gleichzeitiges Auftreten von Argument-Nominalphrase und Klitikon unterliegt strengen Beschränkungen. Die Position der Klitika ist morphologisch bestimmt: Sie stehen hinter infiniten Verbformen und Imperativen, an die sie in der Schreibung direkt angeschlossen werden, aber vor finiten Verbformen, von denen sie in der Schreibung getrennt werden.
Italienisch
enklitisch mit dem Infinitiv:
„arrivederci.“ ‚Auf Wiedersehen.‘ (Wörtlich: aufwiedersehenuns)
enklitisch mit dem Imperativ:
„Leggilo.“ ‚Lies es!‘
proklitisch mit finiten Verben (hier 3. Person Singular):
„Ci dà questo libro.“ ‚Er/sie gibt uns dieses Buch.‘
Wenn mehr als ein Argument durch ein Klitikon ausgedrückt wird, so bilden die Klitika eine Sequenz, die nicht getrennt werden kann. Diese Sequenz wechselt – je nach grammatischer Kategorie des Verbs – genauso wie ein einzelnes Klitikon die Position.
enklitisch mit dem Infinitiv:
Vuole darglielo. ‚Sie will es ihm geben.‘
proklitisch mit finiten Verben (hier 3. Person Singular):
„Glielo dà.“ ‚Sie gibt ihm es.‘
Die Regeln für die Syntax der Klitika im Altromanischen werden durch das sogenannte Tobler-Mussafia-Gesetz geregelt, nachdem in allen romanischen Sprachen des Mittelalters die Klitika auf das Verbum am Satzanfang folgten, egal ob dieses finit oder infinit war: altital. fecelo aber neuital. lo fece (er machte es), altspan. recibiólo aber neuspan. lo recibió (er empfing es/ihn). Während die meisten romanischen Sprachen heute überwiegend die Proklise bei definiten Verbformen grammatikalisiert haben, ist das europäische Portugiesisch die in dieser Hinsicht altertümlichste Sprache, weil es auf der mittelalterlichen Sprachstufe stehengeblieben ist: alt- und neuport. chamo-me (ich nenne mich). Das brasilianische Portugiesisch ist in dieser Hinsicht innovativer, weil hier wie in allen anderen romanischen Sprachen vor konjugierten Verbformen Proklise herrscht. Am weitesten vom mittelalterlichen Sprachzustand hat sich das Französische weg entwickelt, das bis auf den Imperativ nur mehr Proklise toleriert (auch bei Infinitiv und Gerundium!). Ähnliche Zustände herrschen im Sardischen.

### Andere
- Allgemeindeutsche Umgangssprache: Haste se gesehen?
- Mittelbairisch: „Glång ma’s Brot, bittschön.“ (Reich mir das Brot …), „G’heat’s hiatz mia?“ (Gehört das jetzt mir?), „d’Wirtin z’Oftering“ (Die Wirtin aus/von Oftering)
- (Ost-)Fränkisch: „wassi ned“ (weiß ich nicht), „wer bisdn du?“ (wer bist denn du?), „wennS maana, nou gengerS hald hii“ (wenn Sie meinen, dann gehen Sie doch hin).
- Moselfränkisch: „gäffmiat /-mat“ (gib es mir) – doppelt klitisch. „gīmia / gīma“ (gehen wir)
- Rheinfränkisch: „Haschesem gesaat?“ (Hast du es ihm gesagt? – dreifach klitisch!)
- Düsseldorfer Platt: „Jonne m'r!“ (Gehen wir!)
- Kölsch: „Hammer et jëz?“ (Haben wir es jetzt?)
- Alemannisch und Schweizerdeutsch: „gömer“ (gehen wir), „hämer“ (haben wir), „simer“ (sind wir), „hets“ (hat es), „gimers“ (gib es mir), „gischmers?“ (gibst du es mir?), „sövu“ (so viel)
- Kiezdeutsch: „lassma“ (lass mal)
- Plautdietsch: „Waut wella bloos von mie?“ (Was will er nur von mir?)
- Englisch: „I’m here.“ („I am here“: Ich bin hier.), eventuell auch „my friend ’s car“ (aus „my friend his car“, dem „His genitive“)
- Rumänisch: „M-ai văzut.“ („Mă ai văzut.“: Du hast mich gesehen.)
- Tschechisch: „Kdy ses ho na to ptal?“ (Wann hast du ihn danach gefragt?)
- Niedersorbisch: „Ga sy se jogo za to pšašał?“ (Wann hast du ihn danach gefragt?)
- (Alt-)Litauisch: „Pamiduok.“ (Gib mir.)
- Polnisch: „Cóżeś zrobił?“ (Was hast du denn getan?)
- Neugriechisch: „Αυτά είναι τα πράγματά μου.“ (Aftá íne ta prágmatá mou: Das sind meine Dinge. – Das Wort „πράγματα [prágmata]“ bekommt zusätzlich einen Akzent auf der letzten Silbe; „μου mou/meine“ ist unbetont und hier nur als Enklitikon hervorgehoben.)
- Altgriechisch: „Οὗτος ἄνθρωπός ἐστιν.“ (Hoútos ánthropós estin: Dieser ist ein Mensch. – „ἐστίν“ gibt seinen Akzent und damit die Betonung an das vorherige Wort „ἄνθρωπος ánthropos“ ab.)
- Hebräisch: „אהבתיך“ (ahavtich: Ich habe dich [fem.] geliebt; dich ist unbetont.)